# Jurriaan Antonie Jurriaanse
Jurriaan Antonie Jurriaanse (Rotterdam, 13 juli 1840 – Den Haag, 27 oktober 1915) was een Nederlands architect, ambtenaar en politicus.
Hij werd geboren als zoon van Antonie van Wijk Jurriaanse (*1817) en Maria Catharina de Vries (1811-1870). Rond 1857 was hij leerling van de Academie van Beeldende Kunsten en Technische Wetenschappen in Rotterdam. Toen hij in 1865 trouwde was hij bouwkundige bij de Staatsspoorwegen. 

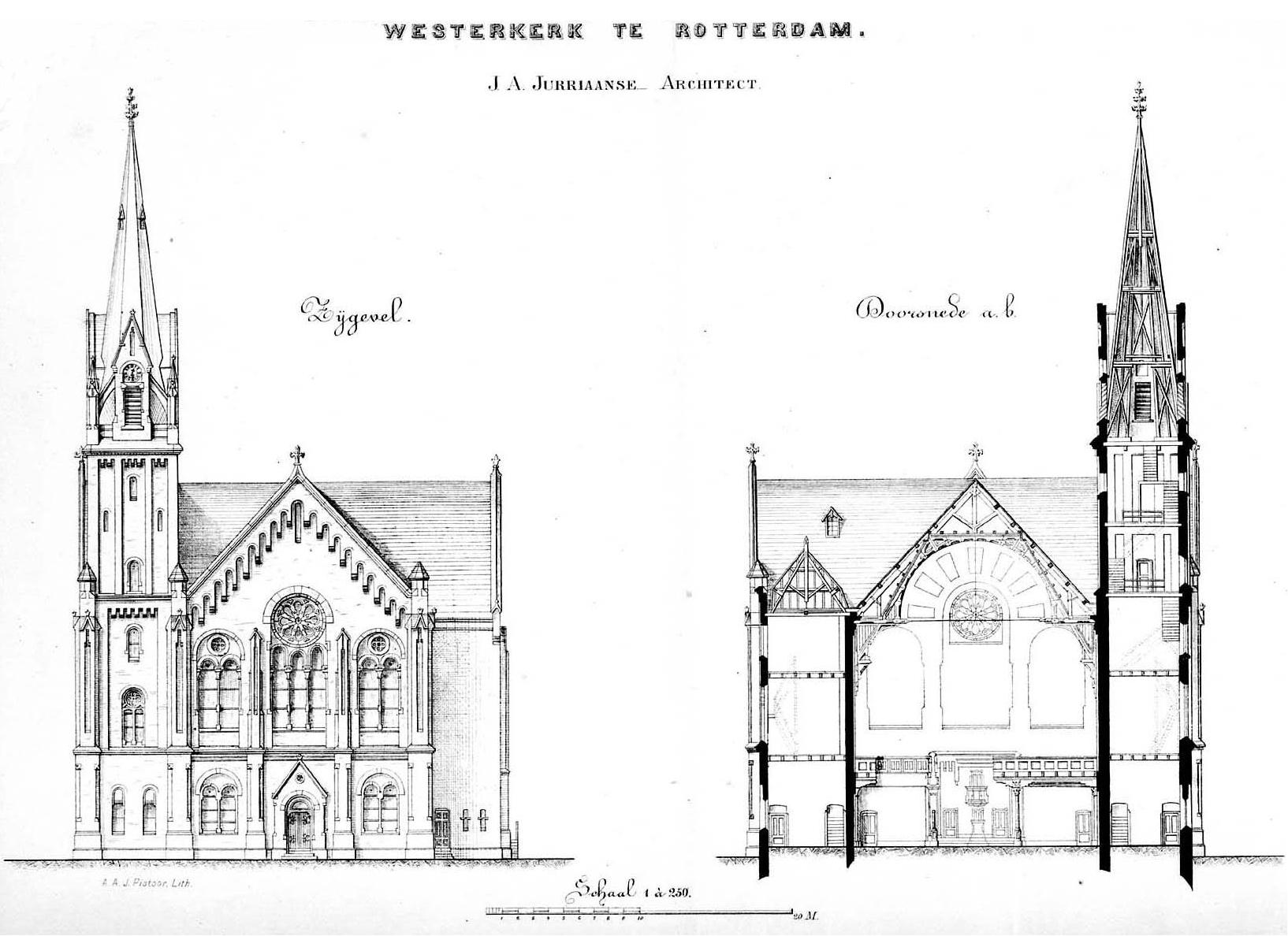
Zijgevel en doorsnede van de Rotterdamse Westerkerk

Jurriaanse was ook de architect van de Rotterdamse Westerkerk die tussen 1868 en 1870 werd gebouwd. Bij de Staatsspoorwegen was hij in 1867 bevorderd van opzichter 3e klasse naar opzichter 2e klasse. Daarna zou hij het brengen tot opzichter 1e klasse voor hij in 1869 benoemd werd tot chef van het Bouwdepartement in Suriname. Nadat het Statenlid G.J.A. Bosch Reitz was opgestapt werd Jurriaanse in september 1876 door de gouverneur benoemd tot lid van de Koloniale Staten. Nog geen jaar later stapte hijzelf op als Statenlid omdat hij Suriname ging verlaten. A. van 't Hoogerhuys, die als opzichter betrokken bij de bouw van de Westerkerk in Rotterdam, volgde hem op als chef van het Bouwdepartement.
Terug in Nederland was Jurriaanse tijdelijk ambtenaar bij het Technisch Bureau van het Ministerie van Koloniën en in 1895 werd hij daar hoofdcommies.
Jurriaanse overleed in 1915 op 75-jarige leeftijd.